# Nat Ma Taung
Nat Ma Tung (နတ်မတောင်), también conocido como monte Victoria y Khaw-nu-soum o Khonuamthung, en idioma chin, es la montaña más alta del estado de Chin, en Birmania. Está situado en el municipio de Kanpalet, distrito de Mindat, y forma parte de las Chin Hills, en la cordillera de Arakan, que se extiende desde Birmania hasta el estado de Manipur, en la India.
Tiene una altura de 3053 m y una prominencia de 2231 m, por lo que forma parte de los 1954 picos ultraprominentes que hay catalogados en todo el mundo y de los 654 que hay en Asia.

## Ecología

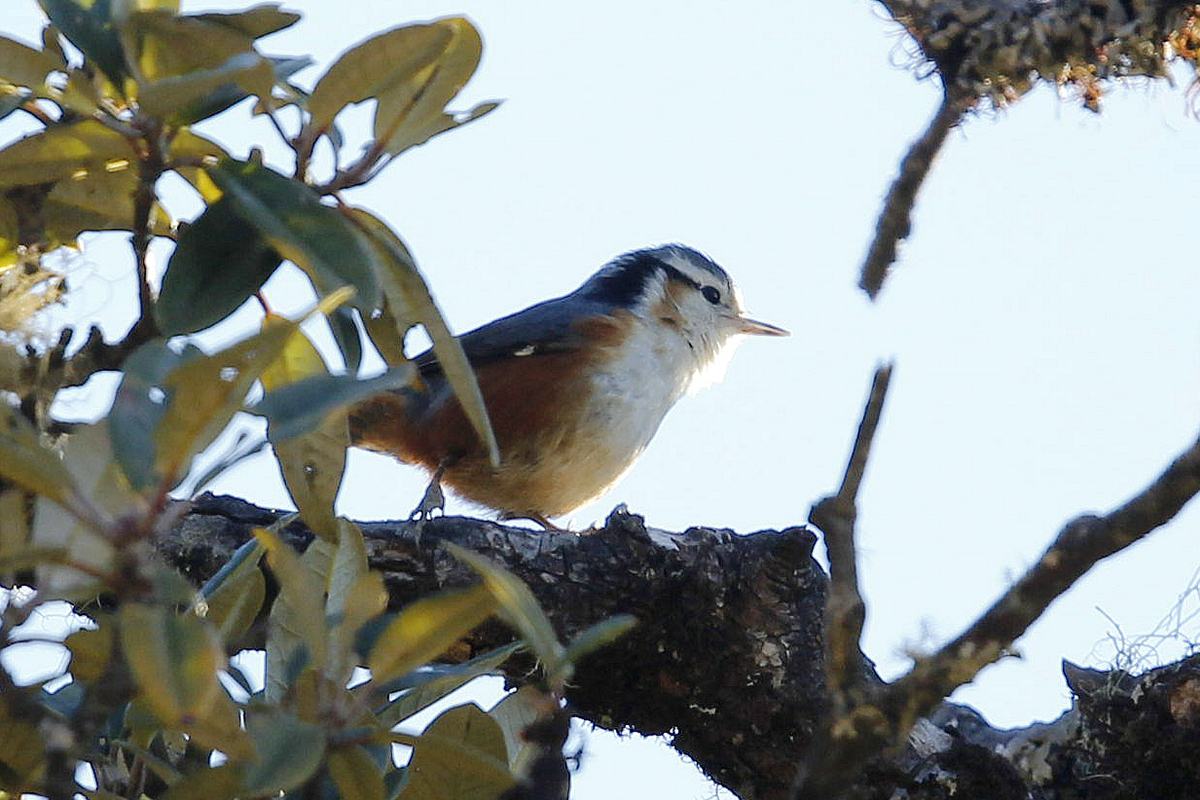
Un trepador birmano (Sitta victoriae), especie endémica del Nat Ma Taung.

Nat Ma Taung está en una ecorregión boscosa denominada Chin Hills-Arakan Yoma de 29.700 km², formada por elevaciones menores cubiertas de bosque húmedo subtropical. Las zonas altas de la montaña forman lo que se llama una isla del cielo, aislada de las tierras bajas y con un clima completamente diferente, con especies típicas del Himalaya y muchos endemismos.
En 1994 se creó en su entorno el Nat Ma Taung National Park o parque nacional del Monte Victoria (နတ်မတောင်အမျိုးသားဥယျာဉ်), que ocupa un área de 720 km² y tiene como objetivo proteger la montaña.

## Enlaces de interés
- http://www.peaklist.org/WWlists/ultras/burma.html

- Datos: Q3495742
- Multimedia: Nat Ma Taung / Q3495742